# Jennie Lincoln
Jennie K. Lincoln es una politóloga estadounidense y observadora electoral que ha trabajado con el Centro Carter, incluyendo como directora asociada del Programa para América Latina y el Caribe y como jefa de misiones electorales. También ha sido observadora para organismos como la Organización de Estados Americanos (OEA) profesora universitaria.

## Carrera
Lincoln obtuvo un doctorado en ciencias políticas en la Universidad Estatal de Ohio. Ha sido profesora en la Universidad Miami, en Ohio, y profesora Fulbright en Costa Rica entre 1984 y 1986.
Ha sido observadora internacional acreditada en 23 elecciones en América Latina, dos de ellas con la Organización de Estados Americanos (Ecuador, 2013; y Bolivia, 2014) y cinco de ellas con el Centro Carter (Panamá, 1989; Nicaragua, 1990, 1996 y 2006; y Guyana, 2015). Lincoln fue directora asociada del Programa para América Latina y el Caribe en el Centro Carter entre 1989 y 1991 antes de enseñar en Georgia Tech.
Jennnie volvió al Centro Carter en 2015 como asesora principal para América Latina y el Caribe. Uno de sus roles más destacados como asesora fue su participación en el proceso de paz de Colombia. El Centro Carter fue incluido por su nombre en el Acuerdo de Paz para tareas que incluían el seguimiento del Punto Dos (Capítulo 2) sobre Participación Política; la formulación de la Misión Electoral Especial (MEE); y la separación del conflicto de los niños soldados de las FARC.
Más recientemente, dirigió la misión internacional de expertos electorales del Centro Carter en las elecciones regionales de Venezuela de 2021, dirigió la misión del Centro a Colombia para las elecciones presidenciales de 2022, y participó en la misión del Centro para las elecciones generales de Brasil el mismo año.
Lincoln volvvió a ser la jefe de la misión electoral del Centro Carter durante las elecciones presidenciales de Venezuela de 2024. El mismo año, presentó un informe ante el Consejo Permanente de la Organización de los Estados Americanos demostrando la victoria del candidato opositor Edmundo González. También presentó un informe lde a presidenta Carolina Jiménez Sandoval de la Oficina en Washington para Asuntos Latinoamericanos (WOLA) que documentaba que varios expertos habían desmentido la teoría de un ataque cibernético presentada por el gobierno venezolano.
Actualmente enseña política latinoamericana y política exterior de Estados Unidos hacia América Latina en la Sam Nunn School of International Affairs del Instituto Tecnológico de Georgia.